# Louis Henry (chimiste)
Pour les articles homonymes, voir Louis Henry et Henry.
Louis Henry (né à Marche-en-Famenne, le 26 décembre 1834 ; mort à Louvain, le 9 mars 1913) est un chimiste organicien belge, qui a fait progresser la connaissance de plusieurs familles de substances, notamment les hydrocarbures et leurs dérivés, et qui a pressenti la nature énergétique du lien entre les atomes au sein de la molécule. 

## Biographie
Après des études d'humanités au petit séminaire de Bonne-Espérance, Louis Henry s'inscrit à l'université catholique de Louvain en octobre 1851. Il obtient le titre de candidat (1853) et de docteur en sciences naturelles (1855), devant le jury combiné Liège-Louvain. Sur la proposition de Laurent de Koninck, professeur de paléontologie à l'université de Liège, Henry effectue un séjour postdoctoral à l'université de Giessen d'avril 1857 à juin 1858, où il reçoit une véritable formation pratique en laboratoire.
Peu après son retour en Belgique, il travaille pour la faculté des Sciences de Louvain, où il donne le cours de minéralogie et de géologie. Henry se rend plusieurs fois à Paris en 1862 et y suit les cours de Marcellin Berthelot et Charles Adolphe Wurtz. L'année suivante, Louis Henry occupe la chaire de chimie générale à l'université catholique de Louvain. Il y intervient en faveur d'un enseignement incluant l'organisation d'exercices pratiques en laboratoire, progressivement instaurés par les autorités académiques.
Nommé correspondant à l'Académie royale de Belgique en 1865, il est élu membre titulaire en 1886. Henry reçoit le premier Prix décennal de chimie et de physique en 1899. Il est également membre de l'Institut de France et des académies du Danemark, du Portugal et de Roumanie.

## Travaux
Dans un premier ouvrage remis à l'Académie royale en 1857, Henry étudie les questions de la classification et de la structure des composés organiques. À son retour d'Allemagne, Louis Henry publie les résultats de son analyse et des propriétés de sels de berbérine. Henry effectue ensuite d'autres recherches expérimentales personnelles et, seul ou avec l'aide de ses assistants, il synthétise de nombreux composés organiques : des hydrocarbures, des alcools, des dérivés halogénés ou nitrés et des nitriles. Par ailleurs, il propose une démonstration expérimentale de la tétravalence du carbone, découverte auparavant par Kekulé.
Enfin, Louis Henry décrit en 1895 la réaction qui porte son nom : l'addition d'un nitroalcane sur un composé carbonylé en présence de base pour former un β-nitroalcool.

## Publications
- Considérations sur quelques classes de composés organiques et sur les radicaux organiques en général, Bruxelles, Hayez, 1859, 42 p. (lire en ligne).
- De la berbérine et de ses sels, Bruxelles, Hayez, 1859.
- Précis de chimie générale élémentaire : leçons professées à l'Université de Louvain, Louvain, Peeters, 1867, 347 p. (lire en ligne)
- « Recherches sur les dérivés glycériques », Annales de la Société scientifique de Bruxelles, vol. 3,‎ 1878
- « Études de chimie moléculaire : oxydes métalliques », Annales de la Société scientifique de Bruxelles, vol. 3,‎ 1879
- « Sur l'acétonitrile », Bulletin de l'Académie royale de Belgique, 3e série, vol. 8, no 2,‎ 1887
- « Études sur la volatilité dans les composés carbonés : composés poly-oxygénés », Bulletin de l'Académie royale de Belgique, 3e série, vol. 15, no 1,‎ 1888.
- « Études sur la volatilité dans les composés carbonés : composés chloro-oxygénés », Bulletin de l'Académie royale de Belgique, 3e série, vol. 15, no 2,‎ 1888.
- « Sur le caractère alcool dans les nitriles-alcools et les amines-alcools », Bulletin de l'Académie royale de Belgique, 3e série, vol. 28, nos 9-10,‎ 1894, p. 257-261.
- « Études expérimentales sur la solidarité fonctionnelle et la volatilité dans les composés carbonés : De quelques paradoxes chimiques », Annales de la société scientifique de Bruxelles, vol. 29, no 1,‎ 1895, p. 64-67.
- « Sur une nouvelle classe d'éthers, le lactate de méthylène », Bulletin de l'Académie royale de Belgique, 3e série, vol. 29, no 2,‎ 1895, p. 219-222.
- « Sur l'intensité du caractère aldéhyde dans la série des aldéhydes aliphatiques », Bulletin de l'Académie royale de Belgique, 3e série, vol. 29, no 4,‎ 1895.
- « Sur la préparation du glycol éthylénique », Bulletin de l'Académie royale de Belgique, 3e série, vol. 32, nos 9-10,‎ 1896
- Sur les nitriles-alcools aliphatiques et leurs dérivés, Bruxelles, Hayez, 1898, XVI-226 p.
- Stas et les lois des poids, Bruxelles, Hayez, 1899, 43 p.
- Stas et les lois des poids : notes additionnelles, Bruxelles, Hayez, 1900, 38 p.
- « Les lois des poids en chimie et la théorie atomique », Bulletins de l'Académie royale de Belgique, nos 9-10,‎ 1904.
- « Sur la préparation du glycol éthylénique et de quelques autres alcools », Bulletins de l'Académie royale de Belgique, no 12,‎ 1906, p. 732-740.